# The Skull
The Skull är ett musikalbum i doom metal-genren av Trouble som släpptes 1985 och är deras andra album.
Stilen på den här skivan är identisk med föregångaren Psalm 9, tung, domedagskänsla och texter baserade på ett kristet tema. Den genomgående känslan genom hela skivan, textmässigt och musikmässigt, är mörk och deprimerande men med en vision om ett ljus i slutet av tunneln. En del kallar den här musikstilen för "depprock".
På skivomslaget fanns att läsa - "Let all bitterness and wrath and anger and clamor and slander be put away from you, with all malice, and be kind to one another, tenderhearted, forgiving one another, as God in Christ, forgave you" - Ephesians 4:31-32

## Låtlista
1. "Pray for the Dead" - 5:54
2. "Fear No Evil" - 4:12
3. "The Wish" - 11:35
4. "The Truth Is, What Is" - 4:39
5. "Wickedness of Man" - 5:46
6. "Gideon" - 5:10
7. "The Skull" - 5:51

## Medverkande
- Eric Wagner - Sång
- Rick Wartell - Gitarr
- Bruce Franklin - Gitarr
- Sean McAllister - Basgitarr
- Jeff Olsen - Trummor